# Jack Hogan
Jack Hogan, all'anagrafe Richard Roland Benson Jr. (Chapel Hill, 24 novembre 1929 – 6 dicembre 2023), è stato un attore statunitense noto per aver interpretato il ruolo di William G. Kirby nella serie televisiva Combat!.

## Biografia
Nativo della Carolina del Nord, mentre studiava architettura venne chiamato alle armi nella United States Air Force, raggiungendo durante la guerra di Corea i gradi di sergente maggiore. Al rientro nella vita civile, studiò recitazione al Pasadena Playhouse e a New York, comparve in cinque film in ruoli da co-protagonista (nell'ultimo, La spia in nero, fu il protagonista) e in diverse serie televisive dal 1956, lavorando inoltre come bagnino prima di ottenere il ruolo da protagonista di William G. Kirby nella serie televisiva bellica Combat! dal 1962 al 1967.
Altri ruoli di rilievo in televisione furono quelli del sergente Jerry Miller nella serie Adam-12, il capo ranger Jack Moore in Sierra e il giudice Smithwood in Due come noi. Sposato una prima volta con Barbara Bates (da non confondersi con l'attrice omonima) si sposa per la seconda volta nel 1967 con la modella e attrice Joyce Nizzari, dalla quale avrà due figli, divorziando nel 1980. Trasferitosi alle Hawaii, fu direttore del casting per 35 episodi (oltre a recitare in due episodi) della serie Magnum, P.I. e intraprese l'attività di costruttore edile, apparendo in seguito in qualche altro serial dal 1984 al 1993, anno in cui si ritirò dall'attività artistica.

## Filmografia

### Cinema
- La pistola non basta (Man from Del Rio), regia di Harry Homer (1956)
- Femmina e mitra (The Bonnie Parker Story), regia di William Witney (1958)
- Paracadutisti d'assalto (Paratroop Command), regia di William Witney (1959)
- La leggenda di Tom Dooley (The Legend of Tom Dooley), regia di Ted Post (1959)
- La spia in nero (The Cat Burglar), regia di William Witney (1961)

### Televisione
- Dr. Christian – serie TV, 4 episodi (1956-1957)
- State Trooper – serie TV, un episodio (1957)
- Sheriff of Cochise – serie TV, un episodio (1957)
- Meet McGraw – serie TV, un episodio (1957)
- Official Detective – serie TV, un episodio (1957)
- Men of Annapolis – serie TV, episodi 1x07-1x16-1x26-1x29 (1957)
- Tombstone Territory – serie TV, 2 episodi (1957-1959)
- Mike Hammer – serie TV, un episodio (1958)
- Harbor Command – serie TV, episodio 1x16 (1958)
- Broken Arrow – serie TV, un episodio (1958)
- Target – serie TV, un episodio (1958)
- The Rough Riders – serie TV, episodi 1x01-1x08 (1958)
- Steve Canyon – serie TV, episodio 1x11 (1958)
- Have Gun - Will Travel – serie TV, 2 episodi (1958)
- Avventure in fondo al mare (Sea Hunt) – serie TV, 2 episodi (1958-1959)
- Mackenzie's Raiders – serie TV, un episodio (1959)
- Laramie – serie TV, un episodio (1959)
- Lock-Up – serie TV, episodi 1x01-1x07 (1959)
- Tightrope – serie TV, episodio 1x12 (1959)
- Bat Masterson – serie TV, 3 episodi (1959-1961)
- The Rifleman – serie TV, 2 episodi (1959-1962)
- Lawman – serie TV, 4 episodi (1959-1962)
- Colt .45 – serie TV, un episodio (1960)
- U.S. Marshal – serie TV, un episodio (1960)
- The Rebel – serie TV, un episodio (1960)
- Men Into Space – serie TV, episodio 1x32 (1960)
- The Deputy – serie TV, un episodio (1960)
- Tate – serie TV, un episodio (1960)
- Avventure lungo il fiume (Riverboat) – serie TV, un episodio (1960)
- The Best of the Post – serie TV, episodio 1x13 (1961)
- Peter Gunn – serie TV, episodio 3x24 (1961)
- The Tall Man – serie TV, un episodio (1961)
- Bonanza - serie TV, episodio 2x27 (1961)
- Cheyenne – serie TV, un episodio (1961)
- Ben Casey – serie TV, episodio 1x09 (1961)
- Bronco – serie TV, un episodio (1961)
- Ripcord – serie TV, episodio 1x13 (1961)
- Lotta senza quartiere (Cain's Hundred) – serie TV, un episodio (1962)
- 87ª squadra (87th Precinct) – serie TV, un episodio (1962)
- The New Breed – serie TV, episodio 1x36 (1962)
- Death Valley Days – serie TV, un episodio (1962)
- G.E. True – serie TV, episodio 1x10 (1962)
- Hawaiian Eye – serie TV, episodio 4x09 (1962)
- Combat! – serie TV, 111 episodi (1962-1967)
- Custer – serie TV, un episodio (1967)
- Squadra speciale anticrimine (The Felony Squad) – serie TV, episodio 2x12 (1967)
- Garrison Commando (Garrison's Gorillas) – serie TV, un episodio (1968)
- Tarzan – serie TV, episodio 2x21 (1968)
- Ironside – serie TV, un episodio (1968)
- The Outsider – serie TV, episodio 1x06 (1968)
- Adam-12 – serie TV, 8 episodi (1968-1974)
- Reporter alla ribalta (The Name of the Game) – serie TV, un episodio (1969)
- I bambini del dottor Jamison (The Brian Keith Show) – serie TV, un episodio (1973)
- Hawaii Squadra Cinque Zero (Hawaii Five-O) – serie TV, 6 episodi (1973-1976)
- Squadra emergenza (Emergency!) – serie TV, un episodio (1974)
- Marcus Welby (Marcus Welby, M.D.) – serie TV, un episodio (1974)
- Chase – serie TV, un episodio (1974)
- L'uomo da sei milioni di dollari (Six Million Dollar Man) – serie TV, un episodio (1974)
- Apollo tredici: un difficile rientro (Houston, We've Got a Problem), regia di Lawrence Doheny – film TV (1974)
- Sierra – serie TV, 11 episodi (1974)
- S.W.A.T – serie TV, un episodio (1975)
- Medical Center – serie TV, 2 episodi (1975)
- Racconti della frontiera (The Quest) – serie TV, un episodio (1976)
- Switch – serie TV, 2 episodi (1976-1977)
- Insight – serie TV, un episodio (1977)
- Alla conquista dell'Oregon (The Oregon Trail) – serie TV, episodio 1x07 (1977)
- Kojak – serie TV, un episodio (1978)
- Nel tunnel dei misteri con Nancy Drew e gli Hardy Boys (The Hardy Boys/Nancy Drew Mysteries) – serie TV, un episodio (1978)
- Project UFO – serie TV, un episodio (1978)
- Quincy (Quincy, M.E.) – serie TV, un episodio (1978)
- Magnum, P.I. – serie TV, 2 episodi (1981-1982)
- Top Secret (Scarecrow and Mrs. King) – serie TV, un episodio (1984)
- Matt Houston – serie TV, un episodio (1984)
- Riptide – serie TV, un episodio (1984)
- Berrenger's – serie TV, un episodio (1985)
- A-Team (The A-Team) – serie TV, un episodio (1985)
- Airwolf (Supercopter) – serie TV, un episodio (1986)
- Fuorilegge (Outlaws) – serie TV, un episodio (1987)
- Due come noi (Jake and the Fatman) – serie TV, 12 episodi (1989-1990)
- Raven – serie TV, 2 episodi (1992-1993)